# 54P/de Vico-Swift-NEAT
54P/de Vico-Swift-NEAT o Cometa de Vico-Swift o Cometa de Vico-Swift-NEAT è una cometa periodica del Sistema solare, appartenente alla famiglia delle comete gioviane.

## Storia osservativa

### Prima scoperta (1844)
La cometa è stata scoperta da Padre Francesco de Vico della Specola Vaticana il 23 agosto 1844. Furono registrate altre due scoperte indipendenti: il 6 settembre, ad opera di M. Melhop, un astronomo amatoriale di Amburgo, ed il 10 settembre, ad opera di Hamilton Lanphere Smith, da Cleveland, in Ohio.
Il 9 settembre 1844, Paul Laugier e Felix Victor Mauvais proposero un'orbita per la cometa ed osservarono che esistevano similarità con alcune comete osservate negli anni precedenti. Reputarono in particolare che potesse trattarsi del ritorno della perduta cometa Blanpain e, basandosi su questa assunzione, calcolarono un periodo orbitale compreso tra i 4,6 ed i 4,9 anni.
Hervé Faye dell'Osservatorio di Parigi propose la prima orbita ellittica il 16 settembre 1844, a cui corrispondeva un periodo orbitale di 5,46 anni.
La cometa fu considerata perduta poiché i successivi ritorni non furono osservati.

### Seconda scoperta (1894)
Edward D. Swift dall'Osservatorio di Mount Lowe in California, riscoprì la cometa il 21 novembre 1894. Adolf Berberich suggerì che si trattasse della cometa de Vico dalla posizione e dalla direzione del moto.
Dopo che non furono osservati i ritorni del 1901 e del 1907, la cometa fu considerata perduta nuovamente.

### Terza scoperta (1965)
Nel 1963, Brian Marsden utilizzò le osservazioni raccolte nelle apparizioni del 1844 e del 1894 e, assistito da un calcolatore, predisse un ritorno favorevole per il 1965. La cometa fu quindi recuperata come un oggetto della 17ª magnitudine il 30 giugno 1965 da Arnold Richard Klemola dello Yale-Columbia Southern Observatory, in Argentina.
Nel 1968 la cometa passò a 0,16 UA da Giove. L'incontro determinò un incremento del periodo orbitale e della distanza perielica. Di conseguenza, le condizioni osservative risultarono peggiorate e la cometa non fu osservata nei successivi ritorni. Dal 1995 la cometa fu considerata perduta.

### Quarta scoperta (2002)
Il programma Near Earth Asteroid Tracking (NEAT) riscoprì la cometa l'11 ottobre 2002. Furono inoltre trovate immagini della cometa dal 4 ottobre raccolte dal programma LINEAR. Kenji Muraoka condusse l'identificazione finale con la cometa 54P/de Vico-Swift.